# Will Malone
Wil Malone (Hornsey, 1952) è un produttore discografico, tastierista e flautista inglese.
Primo tastierista dei Black Sabbath, ha anche collaborato con gli Iron Maiden esclusivamente per il loro album di debutto del 1980; la band infatti si lamenta sempre dello scarso impegno e risultato ottenuto.
Nel 2000 e nel 2002 collabora con Paola & Chiara alla produzione degli archi per gli album Television e successivamente anche per Festival. 
Dal 2006 ha iniziato a produrre la musica di Gianna Nannini, col suo album Grazie.

## Discografia

### Solista
- Les Bubblies - L'Auto De Monsieur Centigrade, 1979
- Les Bubblies - L'anniversaire, 1980
- Death Line, 2001